# Dane (gmina Loška Dolina)
Dane – wieś w Słowenii, w gminie Loška dolina. W 2018 roku liczyła 103 mieszkańców.